# Đầu máy xe lửa hơi nước

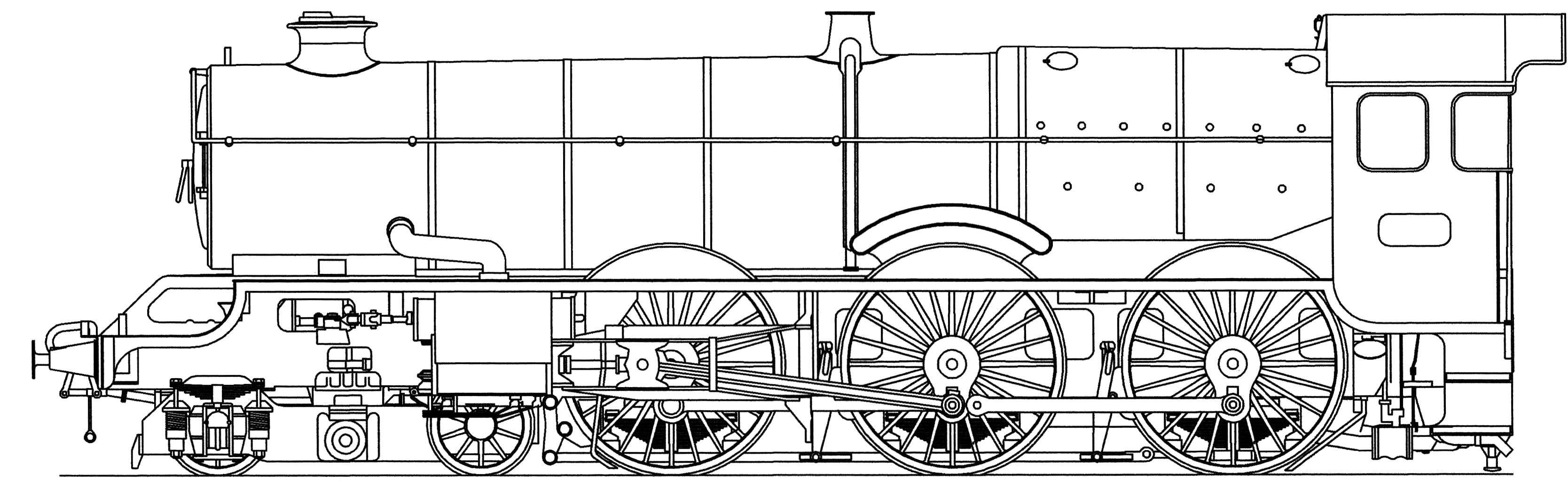
Tranh vẽ của một đầu máy xe lửa hơi nước, Great Western Railway King class

Đầu máy xe lửa hơi nước là một đầu máy xe lửa tạo ra sức kéo thông qua một động cơ hơi nước. Những đầu máy xe lửa dạng này tạo năng lượng bằng cách đốt cháy các vật liệu như than đá/than cốc, gỗ, hoặc dầu—để tạo ra hơi nước trong nồi hơi. Hơi nước làm piston di chuyển qua lại, piston lại gắn liền với trục quay chính của đầu máy xe lửa. Đầu máy xe lửa mang theo cả nhiên liệu và nguồn nước, hoặc trên chính đầu máy này, hoặc trong toa xe kéo phía sau. Đầu máy xe lửa hơi nước đầu tiên được Richard Trevithick sản xuất và hoạt động vào ngày 21 tháng 2 năm 1804. Trước đó 3 năm ông đã tạo ra đầu máy xe chạy trên đường đất.
Đầu máy xe lửa hơi nước được phát triển đầu tiên ở Anh trong những năm đầu thế kỷ 19 và được sử dụng cho vận tải đường sắt cho đến giữa thế kỷ 20. Từ những năm đầu 1900 chúng đã dần dần được các đầu máy xe lửa dùng điện và diesel thay thế, với khả năng chuyển đổi trọn vẹn đầu máy từ sử dụng hơi nước  sang điện và diesel bắt đầu từ những năm 1930. Phần lớn các đầu máy xe lửa hơi nước đã ngừng phục vụ từ những năm 1980, mặc dù một số đầu máy này vẫn tiếp tục chạy trên các đoạn ray du lịch và di sản văn hóa.

## Kiểu
Các đầu máy hơi nước sau đây hoạt động ở Việt Nam.
- Đầu máy Đường sắt Việt Nam lớp 141 (ba mươi bốn được bảo tồn)
- Đầu máy JNR lớp C12 (một được bảo tồn)
- Đầu máy lớp GJ (tất cả đều bị loại bỏ)
- Đầu máy lớp 230 (tất cả đều bị loại bỏ)
- Đầu máy lớp 231 (tất cả đều bị loại bỏ)

### Tác phẩm viết về đầu máy hơi nước
- Walt Disney's Railroad Story: The Small-Scale Fascination That Led to a Full-Scale Kingdom, 2014